# Pernell Roberts
Pernell Elvin Roberts (Waycross (Georgia), 18 mei 1928 - Malibu (Californië), 24 januari 2010) was een Amerikaans acteur en zanger. Hij werd bekend met zijn rol als Adam Cartwright in de televisieserie Bonanza. In 1965 stopte hij met die rol na een meningsverschil met de regisseur. Roberts speelde vervolgens gastrollen in een groot aantal Amerikaanse televisieseries, waaronder Mission: Impossible, Mannix, Centennial en Hawaii Five-O. Hij debuteerde in 1957 in een aflevering van Gunsmoke.
Tussen 1979 en 1986 kwam hij terug in de schijnwerpers met Trapper John, M.D., een spin-off van de film M*A*S*H, waarin hij de hoofdrol speelde. Roberts zou die rol bijna twee keer zo lang spelen als Wayne Rogers, die Trapper John speelde in de eerste drie seizoenen van de CBS-serie M*A*S*H.
Zijn laatste rol speelde hij in een aflevering uit het vierde seizoen van de televisieserie Diagnosis Murder uit 1997.
Pernell Roberts overleed op 24 januari 2010 aan de gevolgen van kanker. Hij was de laatste van de drie Bonanza filmbroers. Michael Landon (Little Joe) overleed in 1991 en Dan 'Hoss' Blocker overleed al in 1972. Hun filmvader Lorne Greene stierf in 1987.

## Filmografie
- Diagnosis: Murder Televisieserie - George Fallon (Afl., Hard-Boiled Murder, 1997)
- Diagnosis: Murder Televisieserie - Dr. Elliott Valin (Afl., The Last Laugh: Part 1, 1994)
- Donor (Televisiefilm, 1990) - Dr. Martingale
- The Young Riders Televisieserie - Hezekiah Horn (Afl., Requiem for a Hero, 1990)
- Checkered Flag (1990) - Andrew Valiant
- Perry Mason: The Case of the All-Star Assasin (Televisiefilm, 1989) - Thatcher Horton
- Around the World in 80 Days (Mini-serie, 1989) - Kapitein Speedy
- The Night Train to Kathmandu (Televisiefilm, 1988) - Prof. Harry Hadley-Smithe
- Desperado (Televisiefilm, 1987) - Marshal Dancey
- Trapper John, M.D. Televisieserie - Dr. John Francis Xavier 'Trapper' McIntyre (151 afl., 1979-1986)
- Hotel Televisieserie - Charles Stanton (Afl., Hotel, 1983)
- Hotel (Televisiefilm, 1983) - Charles Stanton
- Incident at Crestridge (Televisiefilm, 1981) - Burgemeester Hill
- The Love Boat Televisieserie - Brian Mallory (Afl., The Mallory Quest/Two Hours/The Offer/Julie, the Vamp: Part 1 & 2, 1980)
- High Noon, Part II: The Return of Will Kane (Televisiefilm, 1980) - Marshal J.D. Ward
- Vega$ Televisieserie - Mr. Logan (Afl., Aloha, You're Dead: Part 1 & 2, 1980)
- Hot Rod (Televisiefilm, 1979) - Sheriff Marsden
- The Night Rider (Televisiefilm, 1979) - Alex Sheridan
- The Paper Chase Televisieserie - Professor Marc Justin (Afl., The Case of Detente, 1979)
- The Immigrants (Televisiefilm, 1978) - Anthony Cassala
- Vega$ Televisieserie - Pete Sedgewick (Afl., Milliken's Stash, 1978)
- Centennial Televisieserie - Generaal Asher (Afl., For as Long as the Waters Flow, 1978|The Massacre, 1978)
- Quincy, M.E. Televisieserie - Dr. Chester Banning (Afl., Death by Good Intentions, 1978)
- The Hardy Boys/Nancy Drew Mysteries Televisieserie - Hoofdinspecteur Molly (Afl., Assault on the Tower, 1978)
- The Magic of Lassie (Televisiefilm, 1978) - Jamison
- The Rockford Files Televisieserie - B.J. Anderson (Afl., The House on Willis Avenue, 1978)
- The Hardy Boys/Nancy Drew Mysteries Televisieserie - Brandweer-commandant Madison (Afl., Arson and Old Lace, 1978)
- Quincy, M.E. Televisieserie - Sheriff Connelly (Afl., Visitors in Paradise, 1977)
- Man from Atlantis Televisieserie - Cliny Hollister (Afl., Shoot-Out at Land's End, 1977)
- Westside Medical Televisieserie - Walt Dahlman (Afl., Risks, 1977)
- Charlie Cobb: Nice Night for a Hanging (Televisiefilm, 1977) - Sheriff Yates
- The Feather and Father Gang Televisieserie - Meminger (Afl., The Golden Fleece, 1977)
- The Streets of San Francisco Televisieserie - Charley Finn (Afl., Breakup, 1977)
- Police Woman Televisieserie - Wagner (Afl., Deadline: Death, 1977)
- Most Wanted Televisieserie - Rol onbekend (Afl., The Driver, 1977)
- Baretta Televisieserie - Johnny Hillman (Afl., The Reunion, 1977)
- Switch Televisieserie - Barnes (Afl., Camera Angles, 1977)
- Barnaby Jones Televisieserie - Daniel Matthews (Afl., Testament of Power, 1977)
- Captains and the Kings (Mini-serie, 1976) - Braithwaite
- The Quest Televisieserie - Rol onbekend (Afl., The Last of the Mountain Men, 1976)
- Paco (1976) - Pompiho
- Bert D'Angelo/Superstar Televisieserie - Rol onbekend (Afl., A Concerned Citizen, 1976)
- Jigsaw John Televisieserie - Roger (Afl., Death at the Party, 1976)
- The Six Million Dollar Man Televisieserie - Mark Wharton (Afl., Hocus-Pocus, 1976)
- Cannon Televisieserie - Cleary/Phil Denton (Afl., The House of Cards, 1976)
- Bronk Televisieserie - Collicos (Afl., Deception, 1975)
- Wide World Mystery Televisieserie - Mike (Afl., Alien Lover, 1975)
- The Lives of Jenny Dolan (Televisiefilm, 1975) - Eigenaar camera-winkel
- Ellery Queen Televisieserie - Rosh Kaleel/Barney Groves/Majoor George Pearson (Afl., The Adventure of Colonel Nivin's Memoirs, 1975)
- The Deadly Tower (Televisiefilm, 1975) - Luitenant Lee
- Medical Story Televisieserie - Dr. Louis Kinoy (Afl., Test Case, 1975)
- Dead Man on the Run (Televisiefilm, 1975) - Brock Dillon
- Police Story Televisieserie - Sal Grosser (Afl., To Steal a Million, 1975)
- Ironside Televisieserie - Harry Blocker (Afl., The Organizer, 1975)
- Nakia Televisieserie - Rol onbekend (Afl., Roots of Anger, 1974)
- The Odd Couple Televisieserie - Billy Jack (Afl., Strike Up the Band or Else, 1974)
- Hawkins Televisieserie - Rol onbekend (Afl., Candidate for Murder, 1974)
- Police Story Televisieserie - Charlie Rivas (Afl., Chief, 1974)
- Mannix Televisieserie - George (Afl., Little Girl Lost, 1973)
- Mission: Impossible Televisieserie - Boomer (Afl., Imitation, 1973)
- Marcus Welby, M.D. Televisieserie - Tom Boyd (Afl., The Day After Forver, 1973)
- Banacek Televisieserie - Matthew Donniger (Afl., To Steal a King, 1972)
- The Sixth Sense Televisieserie - Paul Pettigrew (Afl., I Did Not Mean to Slay Thee, 1972)
- Owen Marshall: Counselor at Law Televisieserie - Rol onbekend (Afl., The Trouble with Ralph, 1972)
- Assignment: Munich (Televisiefilm, 1972) - C.C. Bryan
- Adventures of Nick Carter (Televisiefilm, 1972) - Neal Duncan
- The Bravos (Televisiefilm, 1972) - Jackson Buckley
- Alias Smith and Jones Televisieserie - Terence Tynan (Afl., 21 Days to Tenstrike, 1972)
- Night Gallery Televisieserie - Joe Bellman (Afl., Green Fingers/The Funeral/The Tune in Dan's Cafe, 1972)
- The Virginian Televisieserie - Vreemdeling (Afl., Wolf Track, 1971)
- Marcus Welby, M.D. Televisieserie - Rol onbekend (Afl., The Tender Comrade, 1971)
- Hawaii Five-O Televisieserie - Lon Phillips (Afl., The Grandstand Play: Part 1 & 2, 1971)
- The Name of the Game Televisieserie - Ernie Subich (Afl., Beware of the Watchdog, 1971)
- The Bold Ones: The New Doctors Televisieserie - Dr. Bartell (Afl., A Matter of Priorities, 1971)
- Alias Smith and Jones Televisieserie - Sam Finrock (Afl., Exit from Wickenburg, 1971)
- San Francisco International (Televisiefilm, 1970) - Jim Conrad
- Four Rode Out (1970) - U.S. Marshal Ross
- Mission: Impossible Televisieserie - Chef Manuel Corba (Afl., Death Squad, 1970)
- Tibetana (1970) - Rol onbekend
- The Silent Gun (Televisiefilm, 1969) - Sam Benner
- Lancer Televisieserie - Banning (Afl., Welcome to Genesis, 1969)
- The Name of the Game Televisieserie - Hank (Afl., Chains of Command, 1969)
- The Big Valley Televisieserie - Ed Tanner (Afl., Run of the Cat, 1968)
- Ironside Televisieserie - Frank Vincent (Afl., To Kill a Cop, 1968)
- Mission: Impossible Televisieserie - Kolonel Hans Krim (Afl., The Mercenaries, 1968)
- CBS Playhouse Televisieserie - Lenny Marshall (Afl., Dear Friends, 1967)
- Gunsmoke Televisieserie - Dave Reeves (Afl., Stranger in Town, 1967)
- The Wild Wild West Televisieserie - Sean O'Reilley (Afl., The Night of the Firebrand, 1967)
- Carousel (Televisiefilm, 1967) - Jigger Craigin
- Mission: Impossible Televisieserie - President Byron Rurich (Afl., Operation 'Heart', 1967)
- The Big Valley Televisieserie - Patrick Madigan (Afl., Cage of Eagles, 1967)
- The Girl from U.N.C.L.E. Televisieserie - Joey Celeste (Afl., The Little John Doe Affair, 1966)
- The Virginian Televisieserie - Jim Boyer Sr. (Afl., The Long Way Home, 1966)
- Bonanza Televisieserie - Adam Cartwright (202 afl., 1959-1965)
- The Detectives Starring Robert Taylor Televisieserie - Rod Halleck (Afl., House Call, 1960)
- Buckskin Televisieserie - Oscar (Afl., A Question of Courage, 1959)
- 77 Sunset Strip Televisieserie - Tony Gray (Afl., Abra-Cadaver, 1959)
- Alcoa Presents: One Step Beyond Televisieserie - Sergeant Vy (Afl., The Vision, 1959)
- Bronco Televisieserie - Eerwaarde David Clayton (Afl., The Belles of Silver Flat, 1959)
- Cimarron City Televisieserie - O'Hara (Afl., Have Sword, Will Duel, 1959)
- Lawman Televisieserie - Fent Harley (Afl., The Posse, 1959)
- Ride Lonesome (1959) - Sam Boone
- General Electric Theater Televisieserie - Abner (Afl., The Stone, 1959)
- Zane Grey Theater Televisieserie - Lew Banning (Afl., Pressure Point, 1958)
- General Electric Theater Televisieserie - Phil (Afl., No Hiding Place, 1958)
- Zane Grey Theater Televisieserie - Jet Mason (Afl., Utopia, Wyoming, 1958)
- Shirley Temple's Storybook Televisieserie - Graaf DeSpard (Afl., The Emperor's New Clothes, 1958)
- Shirley Temple's Storybook Televisieserie - Rol onbekend (Afl., Hiawatha, 1958)
- Northwest Passage Televisieserie - Kapitein Jacques Chavez (Afl., The Assasin, 1958)
- Shirley Temple's Storybook Televisieserie - Thorabore (Afl., The Sleeping Beauty, 1958)
- Matinee Theatre Televisieserie - Don John (Afl., Much Ado About Nothing: Part 1 & 2, 1958)
- Shirley Temple's Storybook Televisieserie - Graaf Schoenfeld (Afl., Rumpelstiltskin, 1958)
- Tombstone Territory Televisieserie - Johnny Coster (Afl., Pick up the Gun, 1958)
- The Sheepman (1958) - Chocktaw Neal
- Matinee Theatre Televisieserie - Hassan (Afl., The Heart's Desire, 1958)
- Have Gun - Will Travel Televisieserie - Maury Travis (Afl., Hey Boy's Revenge, 1958)
- Desire Under the Elms (1958) - Peter Cabot
- Sugarfoot Televisieserie - Deuce Braden (Afl., Man Wanted, 1958)
- Trackdown Televisieserie - Bannion (Afl., The Reward, 1958)
- Whirlybirds Televisieserie - Reynolds (Afl., Search for an Unknown Man, 1958)
- Sugarfoot Televisieserie - Salt River Smith (Afl., Misfire, 1957)
- Gunsmoke Televisieserie - Nat Pilcher (Afl., How to Kill a Woman, 1957)